# Гайки-Сытенские
Гайки-Сытенские (укр. Гайки-Ситенські) — село в Крупецкой сельской общине Дубенского района Ровненской области Украины.
До 2020 года входило в Радивиловский район.
Население по переписи 2001 года составляло 490 человек. Почтовый индекс — 35543. Телефонный код — 3633. Код КОАТУУ — 5625888202.